# Марица
Вижте пояснителната страница за други значения на Марица.
Марѝца (на гръцки: Έβρος, новогръцко произношение Еврос, старогръцко Хеброс, на турски: Meriç, Мерич, други антични имена: Хебрус, Хебър и Евър) е река в Южна България – минава през областите София, Пазарджик, Пловдив, Стара Загора и Хасково. След като излезе от България, реката минава последователно през североизточната част на Гърция и европейската част на Турция. Влива се в североизточната част на Бяло море. Дължината на реката е 537 km, от които на българска територия се намират 321 km и по този начин Марица е на четвърто място по дължина сред българските реки – след Дунав, Искър и Тунджа. Тя е най-дългата река, извираща от територията на България, с най-обширен водосборен басейн (53 116 km², от които в България – 21 084 km²) и с най-голям речен отток (110 m³/s на излизане от страната, при българо-гръцката граница).

## Географска характеристика

### Извор, течение, устие

#### Извор
Река Марица води началото си от двете Маричини езера, разположени в дълбок циркус на 2378 метра надморска височина между върховете Манчо (2771 m, на югоизток), Маришки чал (2765 m, на юг) и Близнаците (2779 m, на запад) в Рила. Днешната река Ибър, за която се предполага, че е запазила стария хидроним Хеброс и реката водеща началото си от Маричините езера се сливат при днешното с. Радуил. Дотам Ибър е по-дългата река и има по-голям целогодишен отток, като това кара някои автори да твърдят, че това е началото ѝ, а не реката която извира от Маричините езера.

#### Горно течение
Горното течение на реката е частта от извора ѝ до град Белово. Надолу от езерата Марица протича с много голям наклон – над 300‰, в ледникова долина с широко дъно, като преодолява неравностите на терена с редица бързеи и водопади. Напречният профил на долината в тази част е характерен с широкото си дъно и стръмните си склонове, върху които има образувани на значителна височина симетрично разположени стъпала. Над тях се издигат отново стръмните склонове, които завършват до вододелните била. След вливането в нея на река Права Марица реката тече в почти права, северна посока до навлизането ѝ в теснината между върха Червените скали на изток и Черната скала на запад. В този участък надлъжният наклон е вече около 100‰. От 1400 метра надморска височина долината на Марица приема друга форма. На места се стеснява значително, като от склоновете ѝ са надвиснали скални откоси, които ѝ придават характер на пролом. При изхода от тази долина се забелязват свлачища. Речната долина е асиметрична – левият склон е по-стръмен от десния. От 1000 метра надморска височина реката навлиза в местността Маришко присое, която представлява късо долинно уширение. Над село Радуил долината има пак характер на пролом, но участъкът е къс (между 900 и 800 метра надморска височина). Дотук склоновете на долината са стръмни: наклонът им надминава 70‰. Залесени са със смърчови и елхови гори. Надлъжният наклон на речното корито е 67,5‰. То има типичен планински характер – скалисто, каменисто и покрито с едри камъни.
От село Радуил река Марица тече през широката и трапецовидна Долнобанско-Костенецка котловина в посока североизток-изток. Котловинното дъно е силно нарязано от коритата на десните притоци на Марица. Широчината му достига 2 – 2,5 km. Намира се на 500 – 800 метра надморска височина. Котловинното дъно е наклонено от юг към север и е засипано от наноси на притоците Очушница, Бистрица и Стара река. Речното корито не променя характера си, само широчината му става по-голяма (средно 15 – 25 m). В котловината наклонът е 17,65‰.
От устието на Стара река (Костенецката река) котловината се стеснява и Марица навлиза в Моминоклисурския пролом, като завива на югоизток. Проломът е дълъг 16 km и завършва след град Белово. Склоновете са немного високи, но доста стръмни, скалисти и обезлесени. Реката в този участък тече праволинейно. Коритото е широко около 30 m. Бреговете му са скалисти и високи. Дъното е скалисто, насипано с чакъл. В началото на пролома надлъжният наклон е 7‰, но след това се увеличава на 11‰.

#### Средно течение
Средното течение на реката обхваща участъка през Горнотракийската низина от град Белово до българската граница при село Капитан Андреево. След град Белово, Марица навлиза в Горнотракийската низина. До град Пазарджик низината е широка около 10 – 15 km. Реката тече симетрично на профила, като след града тя се разширява с десетки метри. В участъка от Септември до Пазарджик реката прави многобройни силно извити меандри и няколко ръкава с малки дължини. Надлъжният наклон на коритото е под 1‰. Бреговете са ниски, полегати. Дъното е песъчливо.
След Пазарджик Марица тече бавно, по-близо до Родопите, по южния край на низината, в широко песъчливо корито, където образува множество острови и ръкави. На места широчината на коритото достига 300 m, а дълбочината му е над 1,5 m. Крайречните лъки се заблатяват от многобройните ръкави на левите и десните притоци. Напречният профил на долината е трапецовиден, а дъното е широко няколко десетки километра. Към Пловдив монотонният вид на долината се разнообразява от шестте сиенитни тепета и Овчите хълмове. Десните склонове на долината са по-стръмни и по-залесени от левите. Наклонът в Пловдивското поле е много малък: 0,13‰. Тук Марица приема множество притоци. За десните притоци е характерно, че правят много ръкави преди вливането си, а левите като много поройни смъкват големи количества наносни материали и засипват работни площи от низината. Коритото не променя своя характер. Дъното му е покрито с пясък, като при високи води слабо се деформира. Бреговете са укрепени с подпорни стени. Към град Първомай надлъжният наклон става средно 1,20‰. Реката прави няколко по-извити меандъра. Бреговете на коритото са землени и затревени. Дъното е песъчливо.
След село Скобелево река Марица навлиза в сравнително по-тясна долина с по-високи склонове. В този участък тя е по-пълноводна и тече при много малък наклон: 0,70‰. Образува много пясъчни острови и едри, средно извити меандри. Дъното на речното корито е покрито с пясък, а на места и с дребен чакъл.
При Симеоновград реката завива на югоизток, минава през широк пролом сред Източнородопските разклонения и Сакар планина. При село Капитан Андреево напуска България и навлиза в Одринското поле. В този участък реката образува множество ръкави и пясъчни острови със значителна дължина и големина. Описвайки слабо извити меандри, в почти обезлесени долини при надлъжен наклон 0,23‰, Марица напуска територията на България.

#### Долно течение
Долното течение на Марица обхваща участъка от българската граница до устието на реката. Тук тя е по-широка и по-дълбока. На места коритото ѝ достига до 1 km ширина. Като общо реката тече на юг, но в района на гръцкия град Димотика прави доста завои. Почти по цялото си долно течение (с изключение на района на град Одрин) река Марица служи за граница между Гърция и Турция. Недалеч от гръцкия град Фере реката се разделя на три ръкава, а впоследствие – на още няколко. Тези ръкави представляват делтата на Марица. Реката се влива в североизточната част на Бяло море, недалеч от турския град Енос, като по-голямата част от делтата остава в гръцка територия.

### Водосборен басейн, притоци

#### Водосборен басейн
След Дунав река Марица е с най-големия в България водосборен басейн. Общата му площ е 53 000 km², от които в България се намират 34 166 km², т.е. 30,8% от територията на страната. Реката отводнява североизточната част на Рила, почти целите Родопи (с изключение на южните и югозападните им части), Средна гора (без западните и северните склонове на Ихтиманска Средна гора), по-голямата част от южните склонове на средна и източна Стара планина с Подбалканските котловини, Тунджанската хълмиста и нископланинска област, повече от 80% от европейската територия на Турция и цялата крайна североизточна част на Гърция.
Граници на водосборния басейн:
- На северозапад и север водосборният басейн на Марица граничи с водосборните басейни на реките Искър, Вит, Осъм и Янтра, вливащи се в Дунав. От връх Маришки чал границата продължава през връх Мусала, спуска се на север до Боровецката седловина, преминава по билото на рида Шумнатица, пресича западното гърбище на Септемврийски рид, минава източно от язовир „Искър“, завива на изток през седловината Ушите и село Вакарел, изкачва се до най-високия връх на рида Белица – връх Голяма Икуна (1221 m), завива на север по гърбището на рида Гълъбец и достига до връх Звездец (1655 m) в Етрополска планина на Стара планина. От връх Звездец в Етрополската планина до прохода Вратник (1097 m) вододелът следи билото на Стара планина.
- На североизток и изток водосборният басейн на Марица граничи с водосборните басейни на реките, вливащи се направо в Черно море – Камчия, Айтоска река, Русокастренска река, Средецка река, Факийска река, Велека, Резовска река и други малки реки в Турция, вливащи се в Черно море. Границата започва от прохода Вратник, следи билата на Сливенската и Стидовската планина, пресича Карнобатския проход (310 m) и продължава на изток по билото на Карнобатската планина до бившето село Рътлина. Оттам завива на юг, след това на запад по билото на възвишението Хисар и достига на югозапад до връх Асанбаир (515 m) – най-високата точка на възвишението Бакаджици. От върха вододелът следи билото на възвишението на югоизток, преминава през няколко изолирани възвишения, достига до планината Странджа и се изкачва по билото ѝ, пресича българо-турската граница и продължава на югоизток по билото на планината до 41°19′05″ с. ш. 28°12′44″ и. д. / 41.318056° с. ш. 28.212222° и. д..
- На югоизток водосборният басейн на Марица граничи с водосборните басейни на малки и къси реки, вливащи се направо в Мраморно море и най-североизточната част на Бяло море. Границата следи билата на възвишенията Текирдаг и Яйладаг и достига до устието на Марица при град Енос.
- На югозапад водосборният басейн на Марица граничи с водосборния басейн на река Места. Границата започва от връх Маришки чал, следи билото на източна Рила на изток до Славов връх, завива на юг и достига до Аврамовата седловина. Оттам продължава на югозапад, а след това на югоизток по слабо изразен вододел, достига до село Змеица, завива на юг и достига до българо-гръцката граница западно от село Буйново. След това продължава по билата на Ардинския дял, Гюмюрджинския снежник и западната част на рида Мъгленик до най-високия му връх Коджаеле (1266 m). После границата на водосборния басейн завива на югоизток през гръцка територия, преминава по билото на рида Пеперуда и достига до устието на Марица.

#### Притоци
На територията на България река Марица има около сто по-значителни притока (тук не са включени реките Тунджа и Арда). Притоците са разположени симетрично, т.е. броят на левите и десните притоци е почти еднакъв. От тях най-големите с водосборна област над 1000 km² са:
z Сазлийка – водосборна област 3293 km², Тополница – 1790 km², Въча – 1645 km², Стряма – 1395 km², Асеница – 1010 km². От останалите притоци 47 са с водосборни области под 100 km², 46 притока – между 100 и 500 km² и само шест притока имат водосборни области между 500 и 1000 km². Марица има среден наклон 7,3‰ и гъстота на речната мрежа 0,74 km/km². Средният наклон на притоците на Марица до град Първомай се изменя между 5‰ (река Потока) и 113‰ (р. Петварска, приток на Въча), като на 40% от тях средният наклон е над 40‰. Изключение прави река Азмака със среден наклон 1‰. За притоците в областта между град Първомай и българската граница средният наклон чувствително намалява: от 1,5‰ (река Овчарица, приток на Сазлийка) до 18,5‰ (река Каламица), като 70% от тях имат среден наклон под 10‰. Тази голяма разлика в средния наклон се дължи на високопланинския характер на реките в горното течение на Марица и преобладаващо равнинния характер на притоците към средното и долното течение. Голямата разлика в средната надморска височина на водосборните области на отделните притоци към горното и долното течение на главната река дава своето отражение и върху гъстотата на речната мрежа. Така ако се вземе същото сравнително деление, което е прието за характеристиката на средния наклон на водосборната област на Марица, то за горния участък 60% от притоците имат гъстота на речната мрежа над единица, като гъстотата варира между 0,40 km/km² (река Потока) и 2,4 km/km² (река Саръяр), а за долния участък този процент намалява на 8% и се движи между 0,3 km/km² (Узунджовска река) и 1,2 km/km² (река Колуфардере).
Коефициентите на развитието на вододела и извитостта на Марица са съответно 1,7 и 1,4.
За притоците коефициентът на развитие на вододела варира между 1,22 (р. Беглишка) и 2,47 (р. Арпадере). Изключение прави р. Очушница с коефициент 1,01, чиято водосборна област почти има формата на окръжност. Същата река има и голяма гъстота на речната мрежа – 2,1 km/km². Променливостта на коефициента на извитост е в границите между 1,04 (р. Софан и р. Юручка) и 3 (река Тополница).
Основни притоци (→ ляв приток, ← десен приток):
- ← Права Марица
- → Студеното дере
- ← Ибър
- → Сливница
- ← Момчилов дол
- → Влашка река
- ← Димов дол
- ← Бистрица (Долнобанска Бистрица)
- → Исиндере
- ← Луджо дере
- ← Куртдере
- ← Сънтърдере
- → Очушница
- → Чалин дол
- ← Стара река (Костенецка река)
- ← Лулево дере
- → Дълбочица
- ← Орташко дере
- ← Крива река
- ← Палащица
- ← Раковица
- ← Яденица
- ← Азовица
- ← Киселиците
- → Сидовско дере
- → Баталийско дере
- ← Чепинска река (Елидере)
- → Геренско дере
- → Тополница
- ← Црънча
- ← Дебръщица
- → Луда Яна (Панагюрска Луда Яна)
- ← Стара река (Пещерска река)
- ← Въча
- → Потока
- ← Първенецка река (Тъмръшка река)
- → Пясъчник
- → Аврамица
- ← Чепеларска река (Чая, Асеница)
- → Стряма (Гьопса)
- ← Черкезица (Сушица)
- → Сребра
- ← Брезовска река
- → Селска река
- ← Дълбокото дере
- → Азмака
- → Омуровска река
- ← Мечка
- → Текирска река
- ← Каялийка (Скаличица)
- → Селско дере
- ← Кавакдере
- → Старата река
- ← Банска река
- ← Юртдере
- → Меричлерска река
- ← Селската река
- → Мартинка (Голяма река)
- ← Манастирско дере
- ← Бьойгирдере
- → Коджарека
- → Юручка река
- → Авалийско дере
- → Сазлийка (Съзлийка, Ракитница, Сюютлийка)
- → Джамбаздере
- → Голямата река (Колуфардере)
- → Каракюрт
- ← Азмака
- ← Харманлийска река (Олудере, Величка)
- → Бююкдере
- → Селска река
- → Голямата река
- → Йерусалимовска река
- ← Бисерска река (Голямата река)
- → Бакърдере (Каушака)
- ← Лозенска река
- ← Сива река
- ← Дерекьой (Малката Маричка, по границата с Гърция)
- → Голяма река (Буюклийска, Канаклийска)
- ← Кизбунар дере (в Гърция)
- → Левченска река (Лефчанска река, Левка)
- ← Барабан
- → Ченгенедере
- → Куртдере
- → Толумбадере
- → Каламица
- → Кършали (в Турция)
- → Кьонк (в Турция)
- → Кемал (в Турция)
- → Чифлик (в Турция)
- ← Арда (трети по големина приток)
- → Тунджа (най-голям приток)
- → Сазлъдере (в Турция)
- ← Луда река
- → Ергене (в Турция, втори по големина приток)

### Хидроложки показатели
Националният институт по метеорология и хидрология в България поддържа 21 автоматични хидроложки станции във водосборния басейн на Марица, като седем от тях са по течението на реката (при Радуил, Белово, Пазарджик, Пловдив, Първомай, Харманли и Свиленград). След Дунав река Марица е най-пълноводната българска река. Средният годишен отток при станция Свиленград е 110 m³/s, като максималният отток е през месеците март и април, а минималният – през август.
Почти цялото корито на реката в България и по-нататък (в гръцка и турска територия) е коригирано със защитни диги. Изключение правят участъците преди и след Симеоновград, където реката образува два къси пролома. Въпреки тази предпазна мярка Марица често причинява големи наводнения, като излиза от коритото си. Най-скорошни са наводненията през февруари-март 2005 г., август 2005 г., март 2006 г. и май 2006 г., когато на българска територия са разрушени няколко моста по течението на реката.

## Селища
Плодородните земи и важният транспортен коридор, който предоставя долината на река Марица, са предпоставка за образуването на множество селища по течението ѝ още от дълбока древност. По реката има общо 52 населени места, от които в България се намират 12 града и 22 села, в Гърция – 2 града и 6 села, в Турция – 3 града и 7 села.

### Населени места в България
- Софийска област

- Община Самоков – Радуил, Марица;
- Община Долна баня – Долна баня;
- Община Костенец – Костенец;

- Област Пазарджик

- Община Белово – Габровица, Момина клисура, Белово, Мененкьово;
- Община Септември – Злокучене;
- Община Пазарджик – Пазарджик, Мирянци, Синитово, Огняново, Хаджиево, Говедаре;

- Област Пловдив

- Община Стамболийски – Триводици, Стамболийски;
- Община Родопи – Оризари;
- Община Пловдив – Пловдив (най-големият град по течението на реката);
- Община Садово – Поповица, Милево
- Община Първомай – Първомай, Крушево, Добри дол, Виница;
- Област Стара Загора

Област Стара Загора
Мирово
- Област Хасково

- Община Димитровград – Крум, Димитровград, Брод, Райново;
- Община Хасково – Нова Надежда;
- Община Симеоновград – Симеоновград;
- Община Харманли – Харманли;
- Община Любимец – Любимец;
- Община Свиленград – Свиленград, Генералово, Капитан Андреево;

### Населени места в Гърция
Дикея, Дилофос, Маразия, Стасипитион, Петрадес, Димотика (Дидимотихон), Софлу (Суфлион), Лагина

### Населени места в Турция
Капъкуле, Одрин, Караагач, Ююктатар (Ююклютатар), Елчили, Дойран, Арнауткьой, Кюплю, Ипсала, Енос

## Стопанско значение
По самата река Марица няма язовири, но по много от нейните притоци са изградени 12 от най-големите български язовири, няколко десетки по-малки, стотици микроязовири и други хидротехнически съоръжения. Водите на язовирите се използват за електродобив – такива са водноенергийните каскади „Баташки водносилов път“, „Белмекен–Сестримо“, „Доспат–Въча“ и локални ВЕЦ. Цялата Горнотракийска низина е набраздена от главни и второстепенни напоителни канали, чиито води се осигуряват от Марица и нейните притоци. Почти всички селища по течението ѝ се снабдяват с вода от крайречните плитки подпочвени води, а множество промишлени предприятия използват водите на реката за промишлени нужди.
Още от древността долината на реката се използва за бърз и удобен транспорт. От град Костенец до град Одрин в Турция преминава европейският път Е 80, идентичен с първокласния път № 8 от Държавната пътна мрежа Калотина – Капитан Андреево.
Още преди Освобождението на България (1878 г.) по долината на реката е прокарано и влязло в експлоатация част от трасето на трансевропейската жп линия Париж–Истанбул.
До средата на XIX век, когато устието на реката при Енос е затлачено от наноси, долното течение на Марица се използва за речен транспорт, като при по-голямо пълноводие по нея може да се стигне до Пловдив и дори до Пазарджик.

## Други
На Марица е наречена улица в квартал „Подуяне“ в София (Карта).

## Топографска карта
- Лист от карта K-34-72. Мащаб: 1 : 100 000.
- Лист от карта K-35-61. Мащаб: 1 : 100 000.
- Лист от карта K-35-62. Мащаб: 1 : 100 000.
- Лист от карта K-35-63. Мащаб: 1 : 100 000.
- Лист от карта K-35-64. Мащаб: 1 : 100 000.
- Лист от карта K-35-76. Мащаб: 1 : 100 000.
- Лист от карта K-35-77. Мащаб: 1 : 100 000.
- Лист от карта K-35-78. Мащаб: 1 : 100 000.
- Лист от карта K-35-90. Мащаб: 1 : 100 000.
- Лист от карта K-35-101. Мащаб: 1 : 100 000.
- Лист от карта K-35-102. Мащаб: 1 : 100 000.
- Лист от карта K-35-113. Мащаб: 1 : 100 000.